# Sport (gazeta)
Sport – ogólnopolski dziennik o tematyce sportowej ukazujący się w Katowicach od 1945 roku. W latach 2008–2017 wydawcą tytułu był Ringier Axel Springer Polska. Od sierpnia 2017 roku do grudnia 2020 wydawcą gazety była firma Whizz (Grupa Murapol). Od 1 stycznia 2021 wydawcą gazety była spółka Gremi Media SA. Dodatkowo we wtorki ukazywał się tytuł „Sport - region” opisujący lokalne wydarzenia sportowe z regionu województwa śląskiego i małopolskiego, nawiązujący do nieistniejącego już tytułu „Sport Śląski”. Zgodnie z decyzją spółki tytuł miał przestać ukazywać się z końcem listopada 2023. 1 grudnia 2023 „Sport” przejęła spółka Edicom, podejmując jednocześnie decyzję o wydawaniu dziennika wyłącznie w wersji cyfrowej.
Z okazji 20-lecia czasopisma zorganizowano w 1965 roku turniej piłkarski o Puchar Redakcji „Sportu”. Puchar zdobyła drużyna Górnika Zabrze pokonując w finale zespół Zenitu Leningrad 3:1 (3:0).
„Sport” organizował popularny plebiscyt, w którym wyłaniano laureata nagrody Złote Buty (od 1957), a także Piłkarza Roku (od 1966).
Od 1971 organizuje plebiscyt Złoty Kij dla najlepszego polskiego zawodnika w hokeju na lodzie.
Redakcja gazety była również pomysłodawcą zorganizowania w Polsce rozgrywek piłkarskiego Pucharu Ligi w latach 1977 i 1978. Pierwsza edycja odbyła się pod patronatem i za zgodą PZPN-u, który jednak wycofał się z pomysłu po zakończeniu sezonu. Z tego też powodu edycja 1978 Pucharu Ligi nie jest uznawana za oficjalną, gdyż była przeprowadzona jedynie przez gazetę.
Wraz z Polskim Związkiem Hokeja na Lodzie redakcja organizowała Puchar „Sportu” i PZHL rozgrywany od 1982 do 1989.

## Lista redaktorów naczelnych
- Tadeusz Bagier (1945-1969)[8]
- Andrzej Konieczny (1969-1976)[9]
- Andrzej Nawrocki (1976-1980)[10]
- Janusz Jeleń (1980-1982, w tym do 1981 p.o.)[11]
- Tadeusz Janik (1982-1985)[12]
- Lech Drapiński (1985-1987)[13]
- Zygmunt Dziubek (1987-1990)[13]
- Adam Barteczko (1990-2005)[14][15]
- Zbigniew Cieńciała (2005, p.o.)[15]
- Rafał Zaremba (2005[16]-2007)
- Andrzej Grygierczyk (2007[17]-2015)
- Andrzej Wasik (od 2015[18])